# 蔣德埈
蔣德埈（1630年—1677年），字公遜，號鈍菴，南直隸蘇州府長洲縣人，清朝政治人物、慈善家。

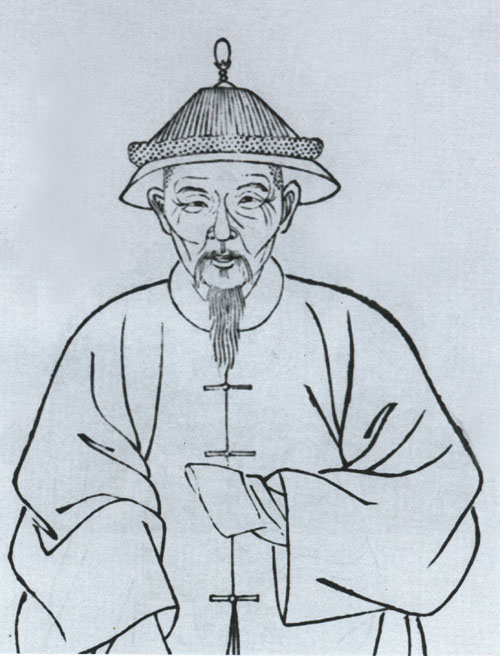
蒋德埈像取自清代顾沅辑，道光九年刻本《吴郡名贤图传赞》，清孔继尧绘。

## 生平
蔣德埈來自蘇州婁關蔣氏家族，祖父蔣育馨；父蔣炳（字朗叔，號東皋，1596-1654）為蔣育馨第三子，長洲庠生，蔣燦弟。母為劉玉成孫女、鄉飲大賓劉恆明女。
蔣德埈為蔣炳第三子，長洲廩生，順治八年（1651年）辛卯科江南鄉試舉人，十五年（1658年）戊戌科會魁，十八年（1661年）辛丑科二甲第七十一名進士。兵部觀政，候補推官。蔣德埈與次兄蔣維城樂善好施聞名。康熙初年蘇州饑荒，蔣氏兄弟慷慨捐粟，於甫里煮粥賑災，救活里人。在其身後鄉人於保聖寺陸魯望祠旁建“二蔣先生祠”以示紀念。蔣氏兄弟還創立育嬰堂，設立婁關蔣氏義莊等善行。蔣德埈過世後，尤侗著有《哭蔣公遜十首》。
蔣德埈著有《鈍菴詩鈔》、《公遜文稿》等。朱珔輯《國朝古文彙鈔（初集）》卷二十七收錄蔣德埈著《與甫里諸父老籌賑書》一篇。從曾孫蔣重光輯《昭代詞選》第四卷收錄蔣德埈詞四首：《滿庭芳》（戊戌會試未發榜而歸至滄州聞捷音）、《齊天樂》（元墓謁剖公）、《賀新郎》（圓妙觀育嬰堂成志喜）及《多麗》（遷居甫里謁陸魯望詞）。

## 家庭
夫人為庠生嚴樞女；繼妻金氏。有一子早殤，以長兄蔣維垣第三子蔣廷鎰為嗣，娶陸文衡孫女。